# Віктор Перес Алонсо
Віктор Перес Алонсо (ісп. Víctor Pérez Alonso; нар. 12 січня 1988, Альбасете) — іспанський футболіст, півзахисник андорського клубу «Атлетік Ескальдес».
Виступав, зокрема, за клуби «Реал Вальядолід» та «Вісла» (Краків).
Володар Суперкубка Литви.

## Ігрова кар'єра
Народився 12 січня 1988 року в місті Альбасете. Вихованець юнацьких команд футбольних клубів «Реал Мадрид» та «Хетафе».
У дорослому футболі дебютував 2006 року виступами за команду «Хетафе Б», у якій провів один сезон.
Згодом з 2007 по 2011 рік грав у складі команд «Алькоркон Б», «Алькоркон» та «Уеска».
Своєю грою за останню команду привернув увагу представників тренерського штабу клубу «Реал Вальядолід», до складу якого приєднався 2011 року. Відіграв за вальядолідський клуб наступні три сезони своєї ігрової кар'єри. Більшість часу, проведеного у складі «Вальядоліда», був основним гравцем команди.
Протягом 2014—2017 років захищав кольори клубів «Леванте», «Чикаго Файр», «Кордова» та «Алькоркон».
У 2017 році уклав контракт з клубом «Вісла» (Краків), у складі якого провів наступний рік своєї кар'єри гравця.
З 2018 по 2021 рік продовжував кар'єру в клубах «Бенгалуру», «Жальгіріс», «Іст Бенгал» та «Ель-Ехідо».
До складу клубу «Атлетік Ескальдес» приєднався 2022 року. Станом на 10 липня 2022 року відіграв за андоррську команду 14 матчів в національному чемпіонаті.

## Статистика виступів

### Статистика клубних виступів
| Сезон                       | Команда                     | Чемпіонат                   | Чемпіонат | Чемпіонат | Національний кубок | Національний кубок | Національний кубок | Усього | Усього |
| Сезон                       | Команда                     | Ліга                        | Ігор      | Голів     | Ліга               | Ігор               | Голів              | Ігор   | Голів  |
| --------------------------- | --------------------------- | --------------------------- | --------- | --------- | ------------------ | ------------------ | ------------------ | ------ | ------ |
| 2006–07                     | «Хетафе Б»                  | СД                          | ?         | ?         | -                  | -                  | -                  | ?      | ?      |
| 2007–08                     | «Алькоркон Б»               | СД                          | ?         | ?         | -                  | -                  | -                  | ?      | ?      |
| 2008–09                     | «Алькоркон»                 | СДБ                         | 32+5      | 5+0       | КІ                 | -                  | -                  | 37     | 5      |
| 2009–10                     | «Уеска»                     | СД                          | 27        | 1         | КІ                 | 2                  | 0                  | 29     | 1      |
| 2010–11                     | «Уеска»                     | СД                          | 17        | 0         | КІ                 | 1                  | 0                  | 18     | 0      |
| Усього за «Уеска»           | Усього за «Уеска»           | Усього за «Уеска»           | 44        | 1         |                    | 3                  | 0                  | 47     | 1      |
| 2011–12                     | «Реал Вальядолід»           | СД                          | 39+4      | 6+0       | КІ                 | 1                  | 1                  | 44     | 7      |
| 2012–13                     | «Реал Вальядолід»           | ПД                          | 25        | 4         | КІ                 | 1                  | 0                  | 26     | 4      |
| 2013–14                     | «Реал Вальядолід»           | ПД                          | 19        | 1         | КІ                 | 1                  | 0                  | 20     | 1      |
| Усього за «Реал Вальядолід» | Усього за «Реал Вальядолід» | Усього за «Реал Вальядолід» | 83+4      | 11+0      |                    | 3                  | 1                  | 90     | 12     |
| Усього за кар'єру           | Усього за кар'єру           | Усього за кар'єру           | 168+      | 17+       |                    | 6                  | 1                  | 174+   | 18+    |

## Титули і досягнення
- Володар Суперк Кубка (1):

«Бенгалуру»: 2018
- Володар Суперкубка Литви (1):

«Жальгіріс»: 2020
- Чемпіон Андорри (1):

«Атлетік Ескальдес»: 2022-23